# Corona de Kritonios

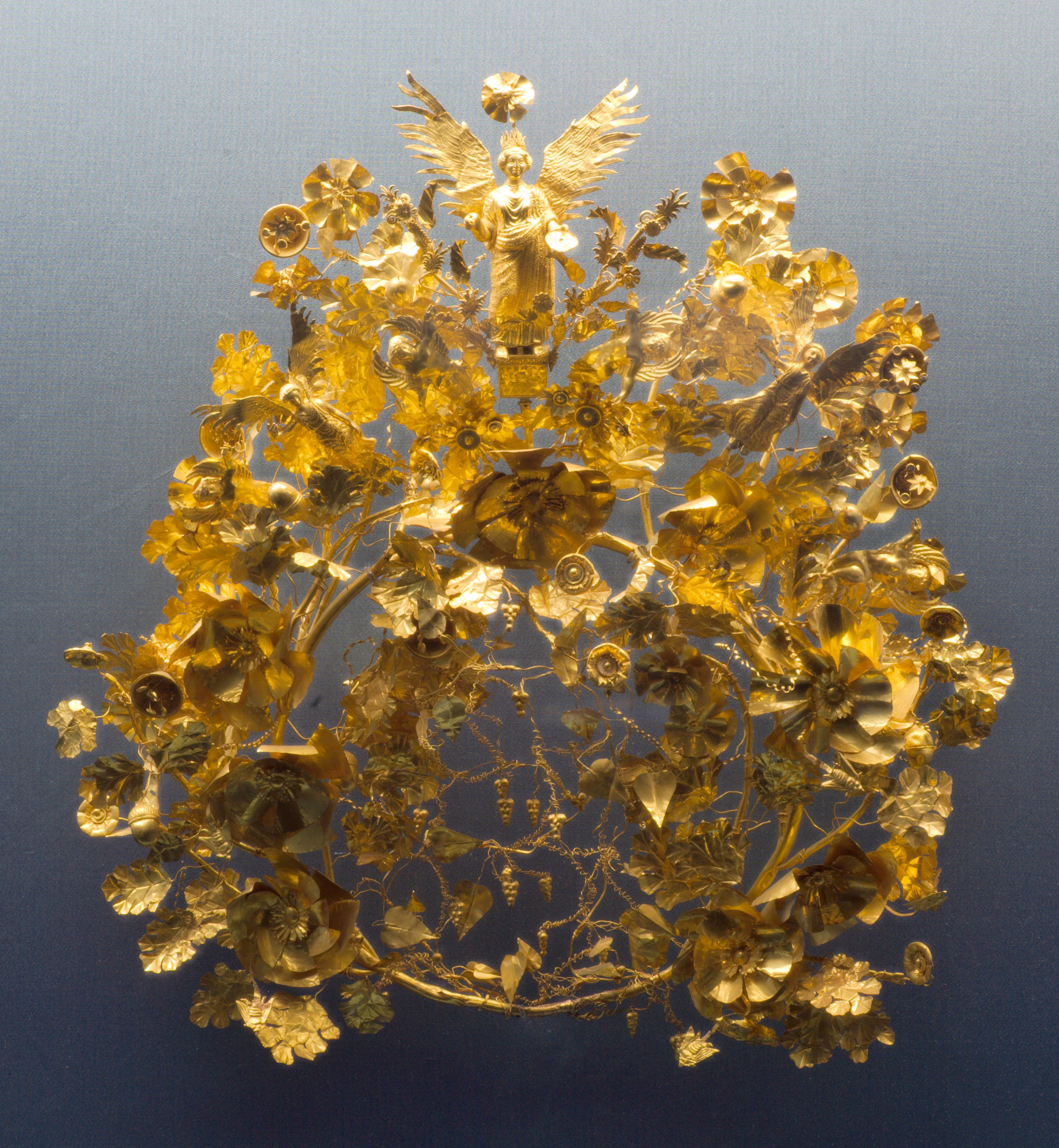
La corona de Kritonios

La corona de Kritonios es una antigua corona de oro macizo del siglo IV a. C. Fue descubierta en 1814 en la tumba de un hombre llamado Kritonios en un yacimiento de la Magna Grecia, en Armento, Italia. Una rama de roble forma la base de la corona, de la cual salen elementos con cálices florales con esmalte azul turquesa, entrelazados con representaciones de campanillas, narciso, hiedra, rosas y mirto. En la parte superior se encuentra una diosa alada. El pedestal que la sostiene porta una inscripción en un griego: ΚΡΕΙΘΩΝΙΟΣ ΗΘΗΚΗ ΤΟΝ ΕΤΗΦΑΝΟΝ (Kritonios dedicó esta corona). Entre las flores de la corona, cuatro genios masculinos y dos figuras femeninas vestidas con trajes drapeados, señalan a la diosa. Los errores en la inscripción de la corona indican que podría ser el trabajo de un artista de Lucania que estudió en Heraclea o Tarento. El estilo de los peinados de las figuras indican una fecha alrededor 350 a. C.
La corona se encuentra en el Staatliche Antikensammlungen, en Múnich, Alemania.